# Reggie
Reggie je genderově neutrální křestní jméno latinského původu odvozené od latinského slova Regina, v překladu „královna“. Bývá alternativou ke jménu Regina a Reginald. Celosvětově je oblíbené především jako křestní jméno pro chlapce, méně často pro dívky.[zdroj⁠?!] Vyskytuje se i jako příjmení.

## Výskyt
V českých zemích není obvyklé.

## Známí nositelé jména v zahraničí
- Reggie Hamilton – americký hudebník, baskytarista (jazz, rock)
- Reggie Lanning – americký kameraman
- Reggie McBride – americký hudebník, baskytarista
- Reggie Nadelson – americká novinářka a spisovatelka